# Achim Detmers
Achim Detmers (* 19. August 1965 in Leer (Ostfriesland)) ist ein deutscher evangelisch-reformierter Theologe und Pfarrer. Von 2014 bis 2020 war er Generalsekretär des Reformierten Bundes.

## Leben
Detmers studierte nach dem Abitur am Gymnasium Papenburg ab 1986 Evangelische Theologie in Bethel, Hamburg, Bonn, Bochum und Wuppertal. Sein Studium beschloss er 1994 mit dem Ersten Theologischen Examen. Er wurde von der Universität Gießen zum Thema „Reformation und Judentum: Israel – Lehren und Einstellungen zum Judentum von Luther bis zum frühen Calvin“ promoviert. Nach einem zweijährigen Vikariat legte er 2001 das Zweite Theologische Examen erfolgreich ab und wurde am 1. Dezember 2002 in der anhaltischen Landeskirche ordiniert.
Von 2002 bis 2008 war er Pfarrer der Evangelischen Kirchengemeinden Amesdorf-Warmsdorf, Güsten-Osmarsleben, Ilberstedt und Rathmannsdorf. Anschließend war er Beauftragter der Evangelischen Kirche in Deutschland (EKD) und des Reformierten Bundes für das Calvin-Jahr 2009 in Hannover. Nach dem Calvinjahr wurde er 2010 Studienleiter beim Kirchlichen Fernunterricht der Evangelischen Kirche in Mitteldeutschland (EKM). 2012 wurde er Rektor des Kirchlichen Fernunterrichts der EKM. 2014 wurde er Generalsekretär des Reformierten Bundes. Nach Ablauf seiner sechsjährigen Amtszeit unterrichtet er ab Oktober 2020 am Institut für Theologie der Universität Hannover Kirchengeschichte. Seit dem 19. November 2023 ist er Pfarrer der Reformierten Kirche Hannover.

## Werke (in Auswahl)
- Reformation und Judentum: Israel-Lehren und Einstellungen zum Judentum von Luther bis zum frühen Calvin (= Judentum und Christentum 7). Kohlhammer, Stuttgart u. a. 2001, ISBN 978-3-17-016968-5 (Diss. phil. 2000).
- ‚Bundeseinheit‘ versus ‚Gesetz und Evangelium‘: Das Verhältnis Martin Bucers und Philipp Melanchthons zum Judentum. In: Achim Detmers, J. Marius J. Lange van Ravenswaay (Hrsg.): Bundeseinheit und Gottesvolk: Reformierter Protestantismus und Judentum im Europa des 16. und 17. Jahrhunderts (= Emder Beiträge zum reformierten Protestantismus 9). Foedus, Wuppertal 2005, S. 9–37.
- „Oft habe ich mit vielen Juden gesprochen“. Calvins Verhältnis zum Judentum. In: Rolf Decot, Matthieu Arnold (Hrsg.): Christen und Juden im Reformationszeitalter (= Veröffentlichungen des Instituts für Europäische Geschichte, Beiheft 72). Von Zabern, Mainz 2006, ISBN 978-3-8053-3709-0, S. 23–41.
- (als Hrsg.:) Georg III. von Anhalt (1507–1553): Reichsfürst, Reformator und Bischof. Ausgewählte Schriften. Evangelische Verlags-Anstalt, Leipzig 2007, ISBN 978-3-374-02451-3.
- Calvinus ante portas: Spiel zur Durchsetzung der Reformation in Genf. Beilage zu: Calvin. Das Magazin zum Calvin-Jahr 2009, Frankfurt a. M. 2009.
- Johannes Calvin: Leben und Werk eines europäischen Reformators. Wanderausstellung zum Calvin-Jahr 2009, Kirchenamt der Evangelischen Kirche in Deutschland (EKD), Hannover; und Reformierter Bund in Deutschland, Hannover, DNB 1118773764
- (als Hrsg. mit Magdalene L. Frettlöh:) Schätze zum Glänzen bringen. Der Kirchliche Fernunterricht 1960–2010. EVA, Leipzig 2010, ISBN 978-3-374-02827-6.
- (als Hrsg. mit Sabine Dreßler:) Fremde(s) aushalten. Migration und Aggression in Europa. Foedus, Solingen 2016, ISBN 978-3-938180-53-2.
- Die Flämin Idelette de Bure – Täuferin, Flüchtling und Wegbegleiterin der Genfer Reformation. In: 500 Jahre Reformation: von Frauen gestaltet.
- Die Interpretation der Israel-Lehre Marcions im ersten Drittel des 20. Jahrhunderts. Theologische Voraussetzungen und zeitgeschichtlicher Kontext. In: Marcion und seine kirchengeschichtliche Wirkung – Marcion and his Impact on Church History. Vorträge der internationalen Fachkonferenz zu Marcion, gehalten vom 15.–18. August 2001 in Mainz, TU 150 (herausgegeben von Gerhard May und Katharina Greschat, Berlin u. a. 2002, 275–292) ( auf reformiert-info.de)